# Колинас
Колѝнас (на италиански: Collinas; на сардински: Forru, Фору) е село и община в Южна Италия, провинция Южна Сардиния, автономен регион и остров Сардиния. Разположено е на 249 m надморска височина. Населението на общината е 897 души (към 2010 г.).